# Begräbnis (Band)
Begräbnis ist eine 2011 gegründete Funeral-Doom-Band.

## Geschichte
Die Band Begräbnis ging 2011 aus dem Projekt C’est la Guerre hervor. Die Gitarristen Harima Takashi und Tanaka Kyosuke kontaktierten die Sängerin Fumika Souzawa um ein gemeinsames Doom-Metal-Projekt zu begründen. 2013 trat die in Sendai beheimatete Band in Taiwan auf und schloss einen Vertrag mit Weird Truth Productions. Weitere Auftritte im asiatischen Raum folgten.

## Werk und Wirkung
Nach der Veröffentlichung der Demo-CDs Begräbnis 2012 und Neunundvierzig schloss die Band einen Vertrag mit Weird Truth Productions. Über das japanische Label erschienen Split-Veröffentlichungen, 2014 mit dem australischen Projekt Estrangement und 2016 mit dem dänischen Projekt Sol. Auch beteiligte sich Begräbnis 2017 an der von Psychedelic Lotus Order und Goatwa Rex veröffentlichten Kompilation Eastern Ghost Story Vol. 1 mit den Bands Harrfluss aus China, Aek Gwi aus Korea und Karma Ossuary aus Japan. Im Oktober 2020 Veröffentlichte das Projekt sodann das Debüt-Album Izanaena. Die Veröffentlichungen wurden durchgehend positiv rezipiert.

### Stil
Begräbnis spielen Funeral Doom, der in der Banddarstellung des Webzines Doom-Metal.com als „sehr langsam, brutal und ungetrübt dunkel“ beschrieben wird. Die Musiker verweisen auf einen dunklen Funeral, in deutscher Sprache, der aus einer „dämonischen Frauenstimmen, düsterer Gitarrenarbeit und einem massiven Rhythmus“ bestünde. Als besondere Elemente kämen würden ein Theremin sowie ein Glockenstab intensiv zum Einsatz. Das verlegende Label Weird Truth beschreibt die Musik als „Kombination aus minimalen Rhythmen mit subtilen Industrial-Einfluss, majestätischen Heavy-Riffs, traurigen Melodien und bedrohlichem Gesang!“ Auch Rezensenten verweisen auf die Verbindung von langsamen und besonders schweren Gitarrenakkorden mit dem gedämpften tiefen gutturalen Growling, dies sei „ein gequältes Knurren, das perfekt zur Musik von Begräbnis“ passe. Als Einflüsse seien Drone Doom und Industrial zu verzeichnen. Die Stücke der Bands seien neben der ausgeprägten Schwere und Langsamkeit von Atonalität, hintergründigen Melodien und dem gutturalen Gesang geprägt.
Das minimalistische Gitarrenspiel stünde indes dem Riffing des Sludge näher als jenem des Death Metal. Dies sei nah an einer physischen Präsenz. Die Perkussion sei auf den minimalistischen Einsatz eines Drumcomputer reduziert „hauptsächlich eine dröhnende Kickdrum“. Der Gesang sei derweil mehr auf Brutal Death Metal als auf Doom Metal ausgerichtet. Ihre Stimme wird als „unerbittlich“ und „monströs“ klassifiziert und wage sich nicht in „Gothic-Raunen, gesprochene Passagen, sakrale Choräle oder andere Variationen, die einige ihrer Kollegen und Vorgänger nutzten.“

### Rezeption
Mike Liassides rezensierte für Doom-Metal.com die Split-EP Begräbnis/Estrangement aus dem Jahr 2014. Das von Begräbnis beigefügte Stück Reinlich weisse Trauer wurde als eine „brutale und entmenschlichte Klanglandschaft“, die mit dem Theremin „ein verrücktes und etwas kniffliges Instrument“ einbezieht, gelobt. Dabei würde das Stück jedoch noch von dem Beitrag Enstrangements überboten. Er nannte die EP eine unumgängliche Veröffentlichung des Jahres 2014. Für das belgische Webzine Darkview urteilte Samoht, dass Begräbnis „einen sehr eindringlichen Funeral Doom“ verkörpern und bescheinigte dem Gesang „eine einzigartige unheimliche Qualität“. Für das Soulgrinder Zine wurde das Stück als meisterhaft gelobt. Für Doom-Metal.com besprach erneut die Mike Liassides Split-EP Sol/Begräbnis.  In dem Stück Ouroborous sah er eine deutliche Weiterentwicklung und Steigerung zu Reinlich weisse Trauer. Das Stück sei „hart, brutal und kalt“ und die EP derweil eine „empfehlenswerte halbe Stunde seelensengender Finsternis“.
Die internationale Resonanz auf Izanaena fiel ausgesprochen positiv aus. Durch den eigenwilligen Stil und besonders den reduzierten Aufbau wirke das Album gegenüber anderen Veröffentlichungen im Genre „langsamer, schwerer und in seiner sorgfältigen Konstruktion fast minimalistisch“ schrieb Ted Nubel für Invisible Oranges. Das Album offeriere die „seltene Gelegenheit, einen Blick auf die Grenzen der Sterblichkeit zu werfen.“ Der Hörer würde in die Lage versetzt vollständig in Izanaena zu versinken, „beinahe so, als wäre es selbst ein Grab.“ Weniger euphorisch, jedoch dennoch lobend urteilte Jamie Grimes für The Sleeping Shaman, das Album sei eine „verzweifelte, zielstrebige Show, die keine Grenzen überschreitet, sondern ein anständiges Debüt einer Band, die ihre eigene Domäne beherrscht.“ Das Album würde der Bezeichnung Funeral Doom „perfekt gerecht.“ In weiteren Rezensionen hieß es, Izanaena sei „ein klangliches Ergebnis, das gleichzeitig unheimlich und wunderbar“ sei, es präsentiere „vernichtende und trostlose Hymnen, die allen Fans dieses Musikgenres gefallen sollten“, sowie es greife die Musik der Ursprünge des Genres auf und interpretiere diese eigenwillig neu, weshalb es am Genre interessierten Hörern zu empfehlen sei.